# Kąt Ernsta
Kąt Ernsta – w spektroskopii magnetycznego rezonansu jądrowego (NMR – ang. Nuclear Magnetic Resonance) i obrazowaniu metodą rezonansu magnetycznego (MRI – ang. Magnetic Resonance Imaging) to kąt wychylenia magnetyzacji (inaczej zwany kątem „nutacji”). Kąt ten jest wynikiem wychylenia całkowitej magnetyzacji, względem zewnętrznego pola magnetycznego, przez impuls o częstotliwości radiowej {\displaystyle rf} (RF – ang. Radio Frequency) dla wzbudzenia określonego spinu, który zapewnia maksymalną intensywność sygnału w najmniejszym przedziale czasu, gdy sygnał rejestrowany w wielu powtórzeniach jest uśredniany. Innymi słowy, jest to kąt wychylenia magnetyzacji pozwalający uzyskać najwyższy stosunek sygnału do szumu (stosunek S/N), który można osiągnąć w danym czasie.
Zależności te zostały opisane przez Richarda R. Ernsta, laureata Nagrody Nobla w dziedzinie chemii z 1991 roku. Metoda ta, jak również inne jego opracowania matematyczne, były przyczyną prężnego rozwoju spektroskopii NMR.

## Istotne założenia
1. Podstawowe parametry, które należy wziąć pod uwagę wyznaczając kąt Ernsta {\displaystyle (\theta _{E}),} to:
a. czas relaksacji podłużnej {\displaystyle T_{1}} danego spinu;
b. {\displaystyle at,} czyli czas rejestracji swobodnego zaniku indukcji (FID, ang. Free Induction Delay);
c. {\displaystyle d_{1}} – czas potrzebny na osiągnięcie równowagi przed kolejnym impulsem (tzw. delay – opóźnienie między-impulsowe).
Sekwencja {\displaystyle d1-impuls-at} powtarzana jest wiele razy, a następnie obliczana zostaje spójna suma lub średnia wszystkich zarejestrowanych sygnałów FID. Jeżeli czas relaksacji podłużnej {\displaystyle T_{1}} danego spinu jest krótki w porównaniu z sumą {\displaystyle a_{t}} i {\displaystyle d_{1},} spiny (lub układ spinów jądrowych) są (jest) całkowicie zrelaksowane (zrelaksowany) lub są (jest) w stanie bliskiego stopnia pełnej relaksacji. Wtedy kąt wychylenia 90° da maksymalną intensywność sygnału (lub stosunek S/N) na liczbę uśrednionych sygnałów FID. W przypadku krótszych odstępów między impulsami wzbudzenia, w porównaniu z czasem {\displaystyle T_{1},} częściowa relaksacja podłużna, aż do następnego impulsu wzbudzenia, prowadzi do utraty sygnału w kolejnym sygnale FID. W wyniku tego dochodzi do przesycenia sygnału, który jest przyczyną zmniejszenia jego intensywności. Efekt ten można zminimalizować, zmniejszając kąt {\displaystyle \theta _{E}.}
Optymalny stosunek S/N dla danej kombinacji czasu {\displaystyle T_{1}} czasem {\displaystyle d_{1}} uzyskuje się więc pod kątem Ernsta
|  |  | {\displaystyle \cos {(\theta _{E})}=e^{-(d_{1}+a_{1})/T_{1}}.} |  | (1) |

Dzięki takiej operacji zwiększona zostaje czułość metody, co jest niezwykle przydatne w badaniach prowadzonych przez biologów i chemików.
2. Kąt Ernsta można obliczyć tylko dla widm jednowymiarowych (1D). Ze względu na to, że kąty wychylenia magnetyzacji w eksperymentach 2D muszą być ściśle określone, nie wyznacza się dla nich kątów Ernsta.
3. Eksperymenty, dla których obliczony zostaje kąt Ernsta, nie mogą być uważane za ilościowe, ponieważ dla tego typu eksperymentów istotny jest również długi czas {\displaystyle d_{1},} który wynosi {\displaystyle 5\times T_{1},} oraz kąt wychylenia magnetyzacji wynoszący 90°.
4. Widmo NMR lub widmo MRI in vivo przez większość czasu składa się z sygnałów pochodzących od więcej niż jednego układu/rodzajów spinów, które mogą wykazywać różne czasy relaksacji podłużnej. Jednakowoż obliczony kąt Ernsta może dotyczyć tylko wybranego, jednego z wielu sygnałów w widmie. Z tej przyczyny inne sygnały mogą być mniej intensywne niż pod własnym kątem Ernsta. W standardowym obrazowaniu metodą rezonansu magnetycznego wykrywany, interesujący sygnał, należy głównie do pojedynczego spinu wody {\displaystyle ^{1}H.}

## Przykładowe praktyczne obliczenia
Przykłady obliczeń dla poszczególnych spektrometrów z wiodących na rynku firm (wartości wyrażone są w sekundach). Dla niżej podanych parametrów, aby uzyskać najwyższy stosunek S/N dla sygnału, optymalny kąt wychylenia wynosi 68°. Wartość ta, została obliczona na podstawie przedstawionego wyżej wzoru numer 1.
Program VnmrJ dla spektrometrów firmy Varian
{\displaystyle t1} = 3
{\displaystyle d1} = 1
{\displaystyle at} = 2
Komenda, która pozwala otrzymać żądaną wartość kąta Ernsta, to {\displaystyle ernst(t1,pw),} przy podaniu skalibrowanego i ustawionego wcześniej w eksperymencie impulsu 90° {\displaystyle (pw).}
Program TopSpin dla spektrometrów firmy Bruker
{\displaystyle t1} = 3
{\displaystyle d1} = 1
{\displaystyle AQ} = 2
Wartość kąta Ernsta można wyznaczyć ze wzoru:
|  |  | {\displaystyle cos{\beta _{opt}}=e^{(-TR/T1)},} |  | (2) |

gdzie {\displaystyle TR} wynosi {\displaystyle d1+AQ.}
Program Delta NMR dla spektrometrów firmy JEOL
{\displaystyle T1} = 3
relaxation_delay = 1
x_acq_time = 2
Obliczenie kąta „nutacji” można wykonać, stosując wzór
|  |  | {\displaystyle cos{\beta _{opt}}=exp(RD/1),} |  | (3) |

gdzie {\displaystyle RD} to suma {\displaystyle d1} i {\displaystyle at.}

## Istotne znaczenie dla MRI
Obliczenie kątu Ernsta jest szczególnie ważne w tej metodzie, ponieważ suma czasu {\displaystyle d_{1}} i czasu akwizycji jest często krótka w stosunku do czasu {\displaystyle T_{1}.} W społeczności MRI ta suma jest często nazywana czasem repetycji {\displaystyle T_{R},} gdzie
|  |  | {\displaystyle T_{R}=d_{1}+a_{t}} |  | (4) |

W związku z tym
|  |  | {\displaystyle \cos {(\theta _{E})}=e^{-T_{R}/T_{1}},} |  | (5) |

co po przekształceniu prowadzi do równania:
|  |  | {\displaystyle \theta _{E}=\arccos({e^{-T_{R}/T_{1}})}} |  | (6) |

## Dodatkowe informacje
Kąt Ernsta można wyliczyć także stosując kalkulator zamieszczony na stronie.